# Theodor von Kathrein

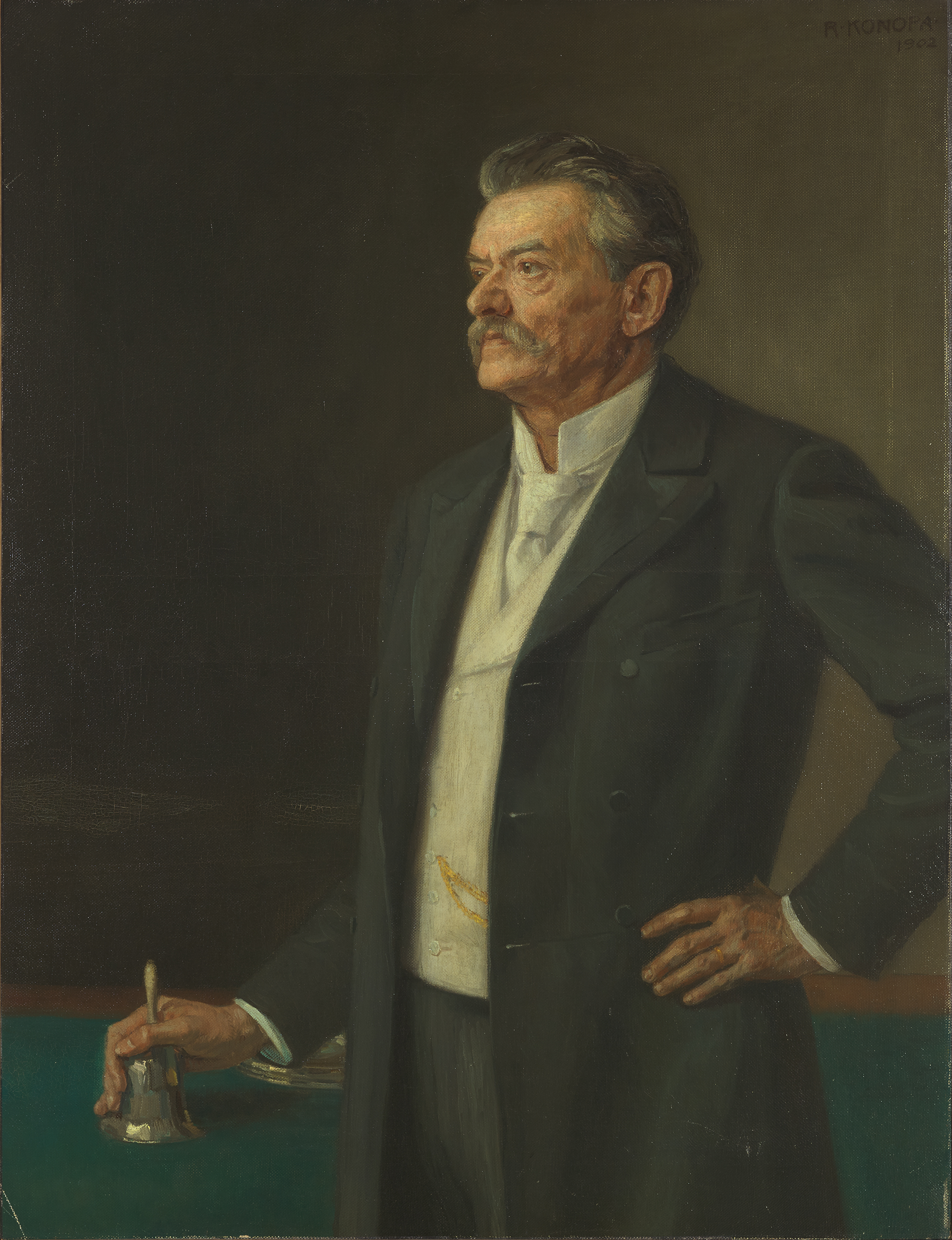
Der Reichstagspräsident Dr. Theodor Kathrein bei Rudolf Konopa, Österreichische Galerie Belvedere

Theodor Freiherr von Kathrein (* 25. März 1842 in Salurn, Bezirk Bozen (heute Südtirol); † 1. Oktober 1916 in Innsbruck) war österreichischer Politiker (Katholische Volkspartei). Er war von 1884 bis 1907 Abgeordneter zum Reichsrat, 1897 Präsident des Abgeordnetenhauses, von 1895 bis 1904 Bürgermeister von Hall in Tirol und von 1904 bis zu seinem Tod Landeshauptmann des Kronlandes Tirol. Ab 1907 gehörte er dem Herrenhaus an.

## Leben
Theodor Kathrein war Sohn eines aus dem Oberinntal stammenden Lehrers und besuchte in Bozen, Venedig und Trient das Gymnasium. Als Tiroler Landesschütze nahm er 1859 am Sardinischen Krieg und 1866 am Krieg gegen Italien teil. Nach der Matura 1864 studierte er bis 1868 an der Universität Innsbruck Jus. Seit 1865 war er Mitglied der katholischen Studentenverbindung AV Austria Innsbruck. Später wurde er noch Mitglied der KaV Norica Wien und AV Vindelicia Innsbruck. Noch während des Studiums wurde er 1867 Redakteur der katholisch-konservativen Tageszeitung Tiroler Stimmen (seit 1868 Neue Tiroler Stimmen) in Innsbruck. 1871 wurde er in Innsbruck zum Dr. iur. promoviert. Nach Jahren als Advokaturskonzipient in Wien und Kaltern (Südtirol) eröffnete er 1878 als Advokat (so die damalige Bezeichnung für Rechtsanwalt) seine Kanzlei in Hall in Tirol, wo er bis 1911 praktizierte. Ab 1880 gehörte er dem Haller Gemeinderat an, von 1895 bis 1904 war er dort Bürgermeister.
Kathrein wurde am 22. Jänner 1884 als Ersatz für den zurückgetretenen Friedrich von Graf Abgeordneter der Kurie Tiroler Landgemeinden 5 (Bruneck, Brixen, Lienz u. a.) im Reichsrat. Dort saß er im von Karl Sigmund von Hohenwart geleiteten Klub des rechten Zentrums, 1891 umbenannt in Klub der Konservativen (bis 1895). Er gehörte dem Budgetausschuss des Reichsrates an und war ab 1890 dessen Obmann. Nach der Reichsratswahl 1891 vertrat er als Abgeordneter die Landgemeinden um Innsbruck, Hall und Sterzing. Ab 1891 war er Zweiter Vizepräsident, ab 1893 Erster Vizepräsident und vom 6. April bis zu seinem Rücktritt am 26. Oktober 1897 Präsident des Abgeordnetenhauses. Er trat in einer Phase vom Präsidentenamt zurück, in der im Abgeordnetenhaus heftig, unter anderem um die Geschäftsordnung, gestritten wurde: In der Folge kam es zu Tumulten, zum Einschreiten der Sicherheitswache und zum zeitweiligen Ausschluss einiger Abgeordneter. Am 28. November 1897 wurde der Reichsrat vom Kaiser bis auf weiteres vertagt. Im 1895 vom konservativen Hohenwart-Klub abgespalteten Klub der Katholischen Volkspartei war Kathrein ab 1898 Obmann und blieb dies auch nach der Umbenennung in Zentrum-Klub (1901) bis 1906. Nach fünf Legislaturperioden bzw. neun Sessionen schied er 1907 aus dem Abgeordnetenhaus aus.
Er hat wie kaum ein anderer Tiroler Politiker Einfluss auf die Wiener Zentralbürokratie und selbst auf Kaiser Franz Joseph genommen. Als Landtagsabgeordneter seit 1883 und Tiroler Landeshauptmann von 1904 bis zu seinem Tod setzte er sich erfolglos für die Autonomie Welschtirols ein und für den Ausgleich zwischen den Konservativen und den Christlichsozialen.
1907 wurde er als Nichtadeliger vom Kaiser auf Lebensdauer in das Herrenhaus des Reichsrats berufen. Am 22. Jänner 1910 wurde ihm vom Kaiser aus Anlaß der Jahrhundertfeier in Tirol der Freiherrnstand verliehen.
Kathrein war ab 1876 mit Berta Neuhauser verheiratet, hatte einen Sohn und eine Tochter. Er starb in seiner Amtszeit als Landeshauptmann während des Ersten Weltkriegs am 1. Oktober 1916 in Innsbruck.